# Vagant (tidskrift)
Vagant är en norsk tidskrift för litteratur och kritik som grundades 1988. Tidskriften har idag sin bas i Bergen, Köpenhamn och Berlin, och är primärt riktad mot en norsk publik men trycker texter på alla skandinaviska språk.
Vagant har sedan starten varit en unglitterär tidskrift som stadigt växlat sina redaktionssammansättning. Redaktionen består av norska, svenska och danska kritiker och författare. Sedan 2007 är Audun Lindholm chefredaktör. Svenska redaktionsmedlemmar är kritikerna Joni Hyvönen och Mats O Svensson.
År 2009 upprättade Vagant nätsatsningen Vagant Europa, med syftet att översätta artiklar från europeisk kulturell, politisk och litterär debatt. Vagant är medlem i det europeiska tidskriftnätverket Eurozine.

## Historik
Vagant började som en oavhängig tidskrift med bas i Oslo, 1999 upprättades en parallell redaktion i Bergen som gjorde ett nummer om året. 2002 kom Oslo-redaktionens sista nummer. Huvudkontoret flyttades till Berlin 2013.
Mellan 1996 och 2005 fick tidskriften ekonomiskt stöd från förlaget Aschehoug. 2005 sade  Aschehoug upp sponsorsavtalet, och redaktionen gick in i ett nytt samarbete med Cappelen Damm. Från och med januari 2017 äger redaktionen själva tidskriften.
Namnet kommer från de så kallade vaganterna, ofta kallade vagantdiktare eller -sångare, som under medeltiden fungerade som kringresande poeter och vissångare. Ordet kommer från latin och betyder "ströva omkring".
2013 blev tidskriften utsedd till Årets tidskrift av Norsk Tidsskriftforening, och mottog 2014 Språkprisen för att ha varit ett "kraftcentrum i norsk litteratur i 26 år".

## Några tidigare redaktionsmedlemmar
Gunnar Rebnord Totland, Alf van der Hagen, Tone Hødnebø, Johann Grip, Pedro Carmona-Alvarez, Pål Norheim, Arve Kleiva, Linn Ullmann, Anne Gjeitanger, Cecilie Schram Hoel, Henning Hagerup, Olaug Nilssen, Torunn Borge, Linde Hagerup, Espen Stueland, Tore Renberg, Karl Ove Knausgård, Nora Simonhjell, Susanne Christensen, Erlend O. Nødtvedt, Vigdis Ofte, John Ødemark, Knut Hoem.